# Osječka udarna brigada NOVJ-a
Osječka udarna brigada NOVJ-a formirana je 1. ožujka 1944. godine od prvog bataljuna bivšeg protučetničkog bataljuna 6. korpusa, drugog bataljuna izdvojenog iz Diljskog NOP odreda i trećeg bataljuna sastavljenog od boraca iz Požeškog NOP odreda. Četvrti bataljun je formiran 20. kolovoza 1944. od novopridošlih boraca. Nakon fomiranja uključena je u sastav 12. udarne divizije odnosno 6. korpusa NOVJ-a.
Prvi zapovjednik Osječke brigade bio je Milan Joka, kasniije proglašen za narodnog heroja.
U svibnju 1944. u sastavu brigade formirana je Ruska četa, a od kolovoza bataljun, sastavljen od državljana Sovjetskog Saveza. Neko je vrijeme u sastavu brigade djelovala i Njemačka četa „Ernst Thälmann”, čiji je broj prema izvješću štaba 6. slavonskog korpusa od 10. kolovoza 1944. brojao 50 ljudi.

## Ratni put brigade
Sovjetski borci brigade u više navrata su bili pohvaljeni zbog isticanja u bitkama u dokumentima 12. slavonske divizije i 6. korpusa NOVJ-a. U izvješću stožera korpusa, upućenog 13. lipnja 1944. Glavnom štabu Narodnooslobodilačke vojske i partizanskih odreda Hrvatske, zabilježeno je da je cijela “Ruska četa, koja je svojim protunapadima na neprijatelja najviše pridonijela izlasku iz okruženja postrojbi Osječke brigade", a koja je 29. svibnja 1944. upala u neprijateljsku zasjedu na području između sela Čaglin i Stari Mikanovci.
Brigada je tijekom rujna i listopada u sklopu operacija 6. slavonskog i 10. zagrebačkog korpusa sudjelovala u borbama za širenje oslobođenog teritorija oko Virovitice. Tako je 4. i 5. listopada zajedno sa 12. slavonskom brigadom oslobodila Viroviticu, a 12. listopada Đurđevac. Od 13. do 17. listopada sudjelovala je u pokušaju oslobođenja Koprivnice. Dana 13. studenog oslobodila je Piškorevce, što je bila njezina najveća pobjeda tijekom rata. Od 17. do 24. studenog sudjelovala je u borbama NOVJ za Našice. 
Tijekom formiranja Srijemske bojišnice u prvoj polovici prosinca, brigada se sukobljavala s nadolazećim njemačkim postrojbama. Kada je Wehrmacht pokrenuo ofenzivu na Virovitički mostobran u siječnju 1945., Osječka brigada je sudjelovala u obrani Đurđenovca i Našica. Padom mostobrana u veljači, brigada se s ostalim postrojkbama NOVJ prebacila na mađarsku stranu, u Barcs. Nakon ofenzive Wehrmachta na mađarsku stranu u sklopu Operacije Vukodlak, brigada je prebačena u Baranju, gdje je u ožujku 1945. sudjelovala u bici za Bolman. 
Nakon proboja Srijemske bojišnice, Osječka brigada je 12. travnja forsirala Dravu kraj Sarvaša, dok je idućeg dana njezin 4. bataljun zajedno s 7. brigadom i 36. divizijom oslobodio Josipovac, nastavivši prema Osijeku. Za to su vrijeme u noći sa 13. na 14. travnja, 1. i 3. bataljun Osječke brigade ušli prvi u Osijek, a za njima oko 5 ujutro 7. i 12. vojvođanska divizija. U oslobođenom Osjeku, brigada je ostala do 22. travnja, u rezervi 3. armije JA, kada je prebačena u sastav 12. slavonske divizije i uključena u završne operacije za oslobođenje Jugoslavije. Svoj ratni put, Osječka brigada je završila u Dravogradu 15. svibnja 1945. godine, opkoljavanjem ostataka ustaško-domobranskih snaga.

## Nacionalni sastav brigade
Prema podacima stožera 12. slavonske divizije, od 1. srpnja 1944. u Osječkoj brigadi bilo je 939 ljudi, i to: Srbi 417, Hrvati 338, državljani SSSR-a 102, Nijemci 29, Česi i Slovaci 13, Poljaci 11, Mađari 7, Talijani 6, Slovenci 5, Ukrajinci 5, Židovi 3, Muslimani 3.
Prema podacima 1. kolovoza 1944. godine u Osječkoj brigadi bilo je 1052 borca, i to: Srbi 442, Hrvati 352, državljani SSSR-a 147, Nijemci 50, Talijani 18, Česi i Slovaci — 14, Poljaci 9, Ukrajinci 7, Muslimani 4, Slovenci 4, Mađari 3, Židovi 2.
Prema podacima stožera divizije 1. prosinca 1944. godine, u Osječkoj udarnoj brigadi bilo je 1717 boraca, i to: Hrvati 826, Srbi 362, državljani SSSR-a 258, Talijani 157, Ukrajinci 36, Muslimani 23, Česi i Slovaci 22, Mađari 13, Nijemci 7, Poljaci 7, Slovenci 4, Židovi 1, Crnogorci 1.

## Spomen brigadi
Godine 1979. godine u selu Slobodna Vlast kraj Levanjske Varoši svečano je bio otvoren spomenik Osječkoj udarnoj brigadi. Spomenik je uništen početkom 1990-ih.